# Sebastian Brendel
Pour les articles homonymes, voir Brendel.
Sebastian Brendel est un céiste allemand pratiquant la course en ligne qui est triple champion olympique.

## Carrière
Brendel pratique le Canoë-kayak depuis 1996 à Schwedt mais s'entraîne depuis 2000 au KC Potsdam. Il se fait remarquer pour la première fois en 2005 lors des championnats du monde junior de Szeged en Hongrie où âgé de 17 ans, il décroche deux titres en C-1. En 2007, il intègre l'équipe nationale et participe aux championnats du monde de Duisbourg où il finit vice-champion du monde avec le relais. Lors des Jeux olympiques de Londres, il gagne la médaille d'or en C-1 sur 1 000 m, titre qu'il parvient à conserver quatre ans plus tard.

## Palmarès

### Jeux olympiques
- 2012 à Londres,  Royaume-Uni
  -  Champion olympique en C-1 1 000 m
- 2016 à Rio de Janeiro,  Brésil
  -  Champion olympique en C-1 1 000 m
  -  Champion olympique en C-2 1 000 m

### Championnats du monde de canoë-kayak course en ligne
- 2007 à Duisbourg,  Allemagne
  -  Médaille d'argent en C-4 500 m
- 2009 à Dartmouth,  Canada
  -  Médaille de bronze en C-1 1 000 m
- 2010 à Poznań,  Pologne
  -  Médaille de bronze en C-1 1 000 m
- 2011 à Szeged,  Hongrie
  -  Médaille de bronze en C-1 4 x 200 m
- 2013 à Duisbourg,  Allemagne
  -  Médaille d'or en C-1 5 000 m
  -  Médaille d'argent en C-1 4 x 200 m
  -  Médaille d'argent en C-1 1 000 m
- 2014 à Moscou,  Russie
  -  Médaille d'or en C-1 1 000 m
  -  Médaille d'or en C-1 5 000 m
  -  Médaille d'argent en C-1 500 m
- 2015 à Milan,  Italie
  -  Médaille d'or en C-1 1 000 m
  -  Médaille d'or en C-1 5 000 m

### Championnats d'Europe de canoë-kayak course en ligne
- 2007 à Pontevedra  Espagne
  -  Médaille de bronze en C-4 500 m
- 2008 à Milan  Italie
  -  Médaille d'argent en C-1 500 m
  -  Médaille de bronze en C-1 1 000 m
- 2009 à Brandebourg  Allemagne
  -  Médaille d'argent en C-1 1 000 m
  -  Médaille d'argent en C-1 4 x 200 m
  -  Médaille de bronze en C-1 500 m
- 2010 à Trasona  Espagne
  -  Médaille d'or en C-1 1 000 m
- 2011 à Belgrade  Serbie
  -  Médaille d'or en C-1 1 000 m
  -  Médaille d'or en C-1 5 000 m
- 2012 à Zagreb  Croatie
  -  Médaille d'or en C-1 1 000 m
- 2013 à Montemor-o-Velho  Portugal
  -  Médaille d'or en C-1 5 000 m
- 2014 à Brandebourg-sur-la-Havel  Allemagne
  -  Médaille d'or en C-1 1 000 m
  -  Médaille d'or en C-1 5 000 m
  -  Médaille d'argent en C-1 500 m
- 2015 à Račice  République tchèque
  -  Médaille d'or en C-1 1 000 m
  -  Médaille d'or en C-1 5 000 m
- 2016 à Moscou  Russie
  -  Médaille d'or en C-1 1 000 m

## Vie personnelle
Depuis septembre 2008, il est officier de police. Il réside à Potsdam.

## Honneur
- Silbernes Lorbeerblatt en 2012